# European Science Fiction Society Award
Der European Science Fiction Society Award ist ein Science-Fiction-Preis, der von European Science Fiction Society (ESFS) seit 1972 bei der Eurocon verliehen wird.
Vergabepraxis, Kategorien und Preise haben sich im Lauf der Zeit immer wieder erheblich geändert.
Gleichwohl haben ab 1990 die Aufnahme in die Hall of Fame bzw. die Vergabe von Förderpreisen (encouragement awards) sich als die wesentlichen Bestandteile etabliert. Seit 1993 wird außerdem vornehmlich als Fandom-Preis der Spirit of Dedication-Award für beispielhaftes Engagement verliehen.
2006 kam dann die Verleihung des European Grand Master Awards hinzu.
Ab 2017 wurde die Preisstruktur erneut geändert, wobei nun die Chrysalis Awards die Rolle der Förderpreise übernahmen. Hinzu kam eine Gruppe von Achievement Awards für konkrete Werke und Darbietungen. In die Hall of Fame werden weiterhin Personen, Institutionen oder Publikationen in Würdigung ihrer Gesamtleistung aufgenommen.

## Preisträger

### 1972 (Triest, Italien)
Hauptpreise
- Künstler: Karel Thole (Italien)
- Prozine (spezialisiert): Nueva Dimensione (Spanien)
- Prozine (nicht spezialisiert): Viata Romaneasca (Rumänien)
- Fanzine: Speculations (Großbritannien)
- Comic: Lone Sloane, P. Druillet (Frankreich)

Roman
- Belgien: Sam, Paul van Herck
- Frankreich: Ortog et les tenebres, Kurt Steiner
- Großbritannien: All Judgement Fled, James White
- Italien: Autocrisi, Pierfrancesco Prosperi
- Niederlande: De naakten en de speyers, Jacob Carossa
- Rumänien: Va cauta untaur, Sergiu Farcasan
- Spanien: Amor en una Isla Verde, Gabriel Bermudez
- Schweden: Detta är Verkligheten, Bertil Matensson
- Ungarn: A Feladat, Peter Zsoldos

Kurzgeschichte
- Belgien: De 8 jaarlijkse God, Eddy C. Bertin
- Frankreich: L’Assassinat de l’Oiseau Bleu, Daniel Walther
- Großbritannien: Lucifer, E. C. Tubb
- Italien: Dove Muore l’Astragalo, Livio Horrakh
- Niederlande: Egeïsche Zee, Carl Lans
- Rumänien: Altarul Zeilor Stohastici, Adrian Rogoz
- Schweden: Spranget, Carl Johan Holzhausen
- Ungarn: Sempiternin, Lajos Mesterhazi

Dramatisches Werk
- Dänemark: Man Den, Der Tankte Ting (Film)
- Großbritannien: UFO (Fernsehserie)
- Italien: La Ragazza di Latta (Film)
- Niederlande: De Kleine Mannetjes van Mars (Rundfunkhöspiel für Kinder)
- Schweden: Deadline (Film)

Künstler
- Frankreich: Jean-Francois Jamoul
- Großbritannien: Arthur Thomson (Atom)
- Niederlande: N. van Welzenes
- Rumänien: Nicolae Saftoiu
- Schweden: Sven O. Gripsborn
- Spanien: Enrique Torres (Enrich)
- Ungarn: Andras Miklos Saros

Prozine (spezialisiert)
- Spanien: Galassia

Prozine (nicht spezialisiert)
- Belgien: Ciso – SF & Comics
- Frankreich: Le Magazine Litteraire: La Science-Fiction
- Italien: Fena rete: Fantascienza & Futuribile
- Niederlande: Stripschrift: SF & Comics
- Spanien: Yorick: Teatro y Ciencia-Ficcion

Fanzine
- Österreich: Quarber Merkur
- Belgien: Kosmos
- Frankreich: Nyarlathotep
- Ungarn: SF Tajekoztato
- Italien: Notiziario CCSF
- Niederlande: Holland-SF
- Rumänien: Solaris
- Spanien: Fundacion
- Schweden: SF Forum
- Türkei: Antares

Comic
- Belgien: Yoko Tsuno, R. Leloup
- Niederlande: Arman en Ilva, Tjong-Khing Thé
- Spanien: Haxtur, Víctor de la Fuente
- Schweden: Blixt Gordon, Lars Olsson

Essay und Sachliteratur
- Ungarn: A Fantazia Irodalma, Laszlo Urban
- Niederlande: 100 jaar SF in Nederland, Dick Scheepstra
- Rumänien: Vârsta de aur a anticipaţiei româneşti, Ion Hobana
- Spanien: La SF: Contramitologia del Siglo XX, Carlo Frabetti (Essay); Ray Bradbury – Humanista del Futuro, José Luis Garci (Buch)
- Schweden: SF-Artikel in Sydsvenska Dagbladet, Sven Christer Swahn

### 1976 (Posen, Polen)
Sonderpreise
- Lebenswerk (Literatur): Stanislaw Lem (Polen)
- Lebenswerk (Kunst): Alexei Leonov
- Jurypreis: Mircea Opriţă (Rumänien)

Autoren
- Belgien: Jacques van Herp
- Bulgarien: Liuben Dilov
- Dänemark: Jannick Storn
- Frankreich: Gerard Klein
- Deutschland (BRD): Herbert W. Franke
- Deutschland (DDR): Gerhardt Brandstner
- Italien: Karel Thole
- Norway: Peter Haars
- Polen: Czesław Chruszczewski
- Rumänien: Vladimir Colin
- Sowjetunion: Jeremei Parnow
- Spanien: Miguel Masriera
- Schweden: Roland Aldenberg
- Großbritannien: Brian W. Aldiss
- Jugoslawien: Ivan Lalic
- Ungarn: Peter Zsoldos

Publikationen und Verlage
- Belgien: Ides et Autres
- Niederlande: Bruna Verlag
- Tschechoslowakei: Interpress Magazin

### 1978 (Brüssel, Belgien)
Science Fiction Awards
- Reihe: Ailleurs et demain, Robert Laffont (Frankreich)
- Anthologie: Planete socialiste Kesselring (Schweiz)
- Roman: Les hauteurs beantes, Alexander Alexandrowitsch Sinowjew (sowjetischer Dissident)
- Sammlung: Low-Flying Aircraft, James Ballard (Großbritannien)
- Prozine: Futurs (Frankreich)
- Semiprozine: Orbit (Niederlande)
- Fanzine: Zikkurath (Spanien)
- Essay: Le frontiere dell’ignoto, Vittorio Curtoni (Italien)
- Romanzyklus: La Saga de los Aznar, George H. White (Spanien)
- Künstler: Chris Foss (Großbritannien)
- Comic: Mailis, Claude Auclair (Frankreich)
- Film: The Man Who Fell to Earth, Nicholas Roeg (Großbritannien)
- Stück: Sodomaquina, Carlo Frabetti (Spanien)
- Übersetzer: Zoran Zivkovic (Jugoslawien)

Fantastic & Fantasy Awards
- Verlag: Marabout (Belgien)
- Anthologisten: Jacques Goimard & Roland Stragliati (Frankreich)
- Roman: Foret interdite, Mircea Eliade (Rumänien)
- Sammlung: Derriere le mur blanc, Eddy C. Bertin (Belgien)
- Prozine: Terzo Occhio (Italien)
- Semiprozine: Cahiers Jean Ray (Belgien)
- Fanzine: Odyssee (Belgien)
- Essay: Un nouveau fantastique, Jean Pierre Baronian (Belgien)
- Cycle of Novels: Bob Morane, Henri Vernes (Belgien)
- Artist: Gaston Bogaert (Belgien)
- Comic: Il dono, Roberto Bonadimani (Italien)
- Filmschauspieler: Paul Naschy (Spanien)
- Dramatiker: Slawomir Mrozek (Polen)
- Übersetzer: Roberto Rambelli (Italien)

### 1980 (Stresa, Italien)
Roman
- The White Dragon, Anne McCaffrey (Großbritannien)
- Babel, Vladimir Colin (Rumänien)

Kurzgeschichte
- Der Rote Kristallplanet, Gerd Maximovic (Deutschland (BRD))
- Evadarea lui Algemon, Gheorghe Sasarman (Rumänien)

Künstler
- Franco Storchi (Italien)
- Roger Dean (Großbritannien)

Verlag
- Editrice Nord (Italien)
- Krajova Wydawnicza (Polen)

Fanzine
- SF…ere (Italien)
- Omicron (Rumänien)

Film
- Sconti stellari, Luigi Cozzi (Italien)
- Cover coga trebiti ubiti (Jugoslawien)

Comic
- Rosa di stelle, Roberto Bonadimani (Italien)
- In lumea lui, Harap Alb & Sandu Florea (Rumänien)

Sonderpreise Autor
- John Brunner (Großbritannien)
- Stanislaw Lem (Polen)

Sonderpreis Künstler
- Karel Thole (Italien)

Sonderpreise Essay
- 20.000 pagine alla ricerca di Jules Verne, Ion Hobana (Rumänien)
- Lovecraft, Sebastiano Fusco & Gianfranco de Turris (Italien)

Sonderpreise Fan
- Waldemar Kumming (Deutschland (BRD))
- Andrej Pruszynski (Polen)

Sonderpreis ausgestelltes Kunstwerk
- Oliviero Berni (Italien)

### 1982 (Mönchengladbach, BRD)
Autor
- Arkadi und Boris Strugazki (Sowjetunion)
- Jacques Sadoul (Frankreich)
- John Brunner (Großbritannien)

Prozine
- Antares (Frankreich)

Fanzine
- Shards of Babel (Niederlande)

Verlag
- Heyne Verlag (BRD)
- KAW (Polen)

### 1983 (Ljubljana, Jugoslawien)
Autor
- Christopher Priest (Großbritannien)
- István Nemere (Ungarn)

Prozine
- Solaris (BRD)
- Fantastyka (Polen)

Buch
- Ljudje, zvezde, svetovi, vesolja, Drago Bajt (Jugoslawien)
- Сдвиг, Alexander Schtscherbakow (Sowjetunion)

Fanzine
- Shards of Babel (Niederlande)
- Kvazar (Polen)

Verlag
- Galaktika (Bulgarien)
- Tehniska Zalozba Slovenije (Jugoslawien)

### 1984 (Brighton, Großbritannien)
Spezialpreis
- Science in SF, Peter Nicholls, David Langford und Brian M. Stableford (Großbritannien)
- Centre International pour documentation sur la literature de l’etange (Belgien)
- Jeremei Parnow (Sowjetunion)

Romanautor
- John Brunner (Großbritannien)
- Gianluigi Zuddas (Italien)
- Janusz Zadjel (Polen)

Kurzgeschichtenautor
- James Ballard (Großbritannien)
- A. de Ceglie (Italien)
- Kir Bulytschew (Sowjetunion)

Künstler
- David Hardy (Großbritannien)
- Giuseppe Festino (Italien)
- Ryszard Wojitinski (Polen)

Verlag
- Gollancz (Großbritannien)
- Fleuve Noir (Frankreich)
- Mir (Sowjetunion)

Prozine
- Foundation (Großbritannien)
- Fiction (Frankreich)
- Sirius (Jugoslawien)

Fanzine
- Epsilon (Großbritannien)
- Andromeda Nachrichten (BRD)
- Helion (Rumänien)

Drehbuchautor
- Rainer Erler (BRD)
- Tschingis Aitmatow (Sowjetunion)

Filmregisseur
- Piotr Szulkin (Polen)
- Marcell Jankovits (Ungarn)

### 1986 (Zagreb, Jugoslawien)
Spezialpreis
- Solfanelli Editore (Italien)
- Iskry (Polen)

Zeitschrift
- Urania (Italien)
- Sirius (Jugoslawien)
- Fantastika (Polen)
- Jules Verne Magazinet (Schweden)
- Zapinsk (Tschechoslowakei)
- Galaktika (Ungarn)

Fanzine
- La Spada Spezzata (Italien)
- Fikcje (Polen)
- Ikarie (Tschechoslowakei)

Verlag
- Heyne Verlag (BRD)
- Denoel (Frankreich)
- Gollancz (Großbritannien)
- Fanucci Editore (Italien)
- Alfa (Polen)
- Mora (Ungarn)

Herausgeber
- Wolfgang Jeschke (BRD)
- Jacques Sadoul (Frankreich)
- Sandro Pergameno (Italien)
- Adam Hollanek (Polen)
- Peter Kuczka (Ungarn)

Fernsehen
- Bogdanoff-Brüder (Frankreich)

Postumer Preis
- Julia Verlanger (Frankreich)
- Janusz A. Zajdel (Polen)

### 1987 (Montpellier, Frankreich)
Bulgarien
- Autor: Liubomor Nikolov (für die Novelle Earthform in the Summerwind)
- Künstler: Rumen Urumov

DDR
- Lichtjahr, Jahrbuch, herausgegeben von Eric Simon

Frankreich
- Lebenswerk (Literatur): Michel Jeury
- Yves Frémion (für den Erzählungsband Reves du sable, chateaux de sang)
- Pierre Christin & Jean-Claude Mézières (für die Comicserie Valerian und Veronique)
- Ailleurs et demain, von Gerard Klein herausgegebene Reihe („Robert Laffont“)

Italien
- Autor: Renato Pestriniero (für den Roman Il nido al di la dell’ombra)
- Cosmo Argento, von Piergiorgio Nicolazzini herausgegebene Reihe („Editrice Nord“)
- Zeitschrift: Dimensione Cosmica
- Übersetzer: Annarita Guarnieri

Polen
- Lebenswerk (Literatur): Wiktor Zwikiewicz
- Verleger: Iskry Publishing House
- Fanzine: Feniks

Portugal
- Autor: Joao Aniceto (für den Roman O desafio)
- Alvaro de Sousa Holstein Ferreria & Joao Manuel Morais für Bibliografia da Ficcao Cientifica e Fantasia Portuguesa
- Contacto, von Joao Manuel Barreiros  herausgegebene Reihe (Gradiva)

Rumänien
- Lebenswerk (Literatur): Victor Kembach
- Autor: Cristian Tudor Popescu (für seine Kurzgeschichten)
- Reihe Fantastic Club („Albatros“)
- Anticipatia, Jahrbuch der Zeitschrift Stiinta si tehnica
- Fanzine: Paradox

Sowjetunion
- Lebenswerk (Literatur): Arkadi und Boris Strugazki
- Autor: Witali Timofejewitsch Babenko (für seine Kurzgeschichten)
- Kosmonaut Georgi Michailowitsch Gretschko für die Fernsehserie Fantastic World
- Verleger: Detskaia Literatura
- Zeitschrift: Prostor
- Übersetzer: Maria Ossintseva

Spanien
- Fanzine: Transito

Ungarn
- Autor: Miklós Mónus (für den Roman Ő és Az)
- Künstler: Csaba Jancso (für das grafische Werk)
- Verlag: Nepszava
- Fanzine Metamorphozis

### 1989 (San Marino)
Bulgarien
- Lebenswerk (Literatur): Vessella Lutzkanova
- Künstler: Plamen Avramov
- Zeitschrift: FEP („Fantastika, Evristika, Prognostika“)

Finnland
- Autor: Karl Nenonen
- Verlag: URSA
- Zeitschrift: Portti

Italien
- Lebenswerk (Literatur): Lino Aldani
- Lebenswerk (Künstler): Karel Thole
- Promoter: Ernesto Vegetti
- Verlag: Marino Solfanelli
- Magazine: Urania

Jugoslawien
- Künstler: Igor Kordey
- Zivko Prodanovich (für seine SF-Bibliographie in Brailleschrift)

Polen
- Kritiker: Andrzej Niewiadowski
- Künstler: Dariusz Chojnacki
- Verlag: Alfa
- Herausgeber der Zeitschriften Fantasyka, MalaFantasyka und Fantasyka Comics

Portugal
- Autor: Romeu de Melo
- Verlag: Livros do Brasil (für die Reihe Argonauta)

Rumänien
- Lebenswerk (Literatur): Vladimir Colin
- Künstler: Traian Abruda & Cornel Ionicelli
- Herausgeber: Cornel Robu (Für die kritische Ausgabe der Werke Victor Anestins)
- Zeitschrift: Romanian Review (für die Ausgabe über rumänische SF)
- Fanzine: Helion

Sowjetunion
- Autor & Screenwriter: Karen Schachnasarow
- Verlag: Sowetskaja Rossija

Spanien
- Autor: Carlos Cidoncha
- Fanzine: Berserkr

Ungarn
- Lebenswerk (Literatur): Laszlo Lorincze
- Autor: Hugo Preyer (für den Roman Galaktikai jatekom)
- Künstler: Ivan Marko
- Verlag: Vega
- Zeitschrift: Elixir

### 1990 (Fayence, Frankreich)
Hall of Fame
- Autor: Romulus Barbulescu & George Anania (Rumänien)
- Künstler: Philippe Druillet (Frankreich)
- Verlag: Wiktor Bukato (Polen)
- Zeitschrift: Ikarie (Tschechoslowakei)
- Promoter: Boris Zavgorodni (USSR)

Förderpreise
- Belgien: Johan Desseyn
- Frankreich: Bernard Simonay
- Rumänien: Mihail Gramescu
- Tschechoslowakei: Martin Zhouf
- Ungarn: Joszef Nemeth
- USSR: Lukin Couple

### 1991 (Krakau, Polen)
Hall of Fame
- Autor: Stanislaw Lem (Polen)
- Künstler: Kaja Saudek (Tschechoslowakei)
- Verlag: Unwin/Hyman (Großbritannien)
- Zeitschrift: Interzone (Großbritannien)
- Promoter: Kees van Toorn (Niederlande)

Förderpreise
- Belgien: Johan Desseyn
- Bulgarien: Val Todorov
- Deutschland: Maria J. Pfannholz
- Großbritannien: Eric Brown
- Italien: Daniele Vecchi
- Lithuania: Evaldas Livthevicius
- Niederlande: Paul Harland
- Rumänien: Alexandru Ungureanu, Tudor Popa
- Tschechoslowakei: Vilma Kadleckova
- USSR: Andrei Lazarchuk

Preis für besondere Leistungen
- Belgien: Piotr Cholewa und Piotr Rak für ihre Beiträge zum internationalen Fandom

### 1992 (Freudenstadt, Deutschland)
Hall of Fame
- Autor: Arkadi und Boris Strugazki (Russland)
- Künstler: Teodor Rotrekl (Tschechoslowakei)
- Verlag: Wilhelm Heyne Verlag (Deutschland)
- Zeitschrift: Foundation (Großbritannien)
- Promoter: Alexandre Hlinka & Vladimir Veverka (Tschechoslowakei)

Förderpreis
- Rumänien: Danut Ungureanu

### 1993 (Jersey, Großbritannien)
Hall of Fame
- Autor: Iain Banks (Großbritannien)
- Künstler: Jim Burns (Großbritannien)
- Verlag: Phantom Press International (Polen)
- Zeitschrift: Anticipatia (Rumänien)
- Promoter: Larry van der Putte (Niederlande)

Preise für beispielhaftes Engagement (spirit of dedication)
- Fanzine: BEM (Spanien)
- Kunstwerk: Gilles Francescano (Frankreich)

Förderpreise
- Belgien: Fons Boelanders
- Frankreich: Jean Pierre Planque
- Großbritannien: Sue Thomas
- Italien: Paolo Brera
- Norwegen: Cato Sture
- Polen: Radoslaw Dylis
- Russland: Василий Звягинцев / Wassili Swjaginzew
- Slowakei: Josef Zamay
- Spanien: Paco Roca
- Ukraine: Ludmilla Kozinets
- Ungarn: G. Nagy Pal

### 1994 (Timișoara, Rumänien)
Hall of Fame
- Autor: Boris Shtern (Ukraine)
- Künstler: Dimitre Iankov (Bulgarien)
- Verlag: Nemira (Rumänien)
- Zeitschrift: Jurnalul SF (Rumänien)
- Promoter: Cornel Secu (Rumänien)

Ehrenpreis
- Ivailo Runev (Bulgarien, postum)

Preise für beispielhaftes Engagement (spirit of dedication)
- Fanzine: The Science Fact & Science Fiction Concatenation (Großbritannien)
- Performance: Adrian Budritzan’s Laser Show (Rumänien)
- Kunstwerk: Tudor Popa (Rumänien)

Förderpreise
- Bulgarien: Christo Poshtakov
- Finnland: Risto Isomäki
- Großbritannien: Jeff Noon
- Ukraine: Lev Vershenen
- Rumänien: Tudor Popa

Sonderpreis
- Alexandru Mironov (Rumänien, für seine Beiträge zur Eurocon ’94)

### 1995 (Glasgow, Großbritannien)
Hall of Fame
- Autor: Alain Le Bussy (Belgien)
- Künstler: Juraj Maxon (Slowakei)
- Verlag: Babel Publications (Niederlande)
- Zeitschrift: Andromeda Nachrichten (Deutschland)
- Promoter: Jaroslav Olsa (Tschechien)

Förderpreis
- Rumänien: Sebastian A. Corn

### 1996 (Vilnius, Litauen)
Hall of Fame
- Autor: Andrzej Sapkowski (Polen)
- Künstler: Denis Martynets (Ukraine)
- Verlag: Eridanas (Litauen)
- Zeitschrift: Alien Contact (Deutschland)
- Promoter: Gediminas Beresnevicius (Litauen)
- Übersetzer: Александр Щербаков / Alexander Schtscherbakow (Russland)

Preis für beispielhaftes Engagement (spirit of dedication)
- Fanzine: SF-Journalen (Schweden)

Förderpreise
- Marian Diachenko & Sergei Diachenko (Ukraine)
- George Ceausu (Rumänien)

Sonderpreis
- Igor Shaganov (Ukraine)

### 1997 (Dublin, Irland)
Hall of Fame
- Autor: Rafal A. Ziemkiewicz (Polen)
- Künstler: Michael Marrak (Deutschland)
- Verlag: Hans-Joachim Bernt (Deutschland), Dorota Malinowska – Proszynski i S-KA (Polen)
- Zeitschrift: Albedo 1 (Irland)
- Promoter: Concatenation Team (Rumänien, Spanien, Großbritannien u. a.)
- Übersetzer: Lech Jeczmyk (Polen)

Preis für beispielhaftes Engagement (spirit of dedication)
- Fanzine/Small Press: Albedo 1 (Ireland)

Förderpreise
- Alvin Reniers (Belgien)
- Marcus Hammerschmitt (Deutschland)

### 1999 (Dortmund, Deutschland)
Hall of Fame
- Autor: James White (Ireland)
- Künstler: Zdislaw Beksinski (Polen)
- Zeitschrift: Delos (Italien)
- Verlag: Albedo 1 (Ireland)
- Promoter: Ela Gepfert (Polen)
- Übersetzer: Arek Nakoniecznik (Polen)

Preis für beispielhaftes Engagement (spirit of dedication)
- Small Press / Fanzine: Czerwony Karzel (Polen)

Förderpreise
- Equip Grua (Polen, Künstler)
- Aurel Carasel (Rumänien, Autor)

### 2000 (Danzig, Polen)
Hall of Fame
- Autor: Ken MacLeod (UK)
- Übersetzer: Rolf Andersen (Norwegen)
- Promoter: Emanuel Ikonomov (Bulgarien)
- Journal: Если / Jesli (Russland)
- Verlag: Eide Forlag (Norwegen)
- Künstler: Woytek Siudmak (Polen)
- Fanzine: Miesiecznik (Polen)

Förderpreise
- Антон Первушин / Anton Perwuschin (Russland)
- Nikolay Tododov (Bulgarien)
- Anna Lee (Ukraine)
- Anna Brzezińska (Polen)
- Liviu Radu (Rumänien)
- Sabine Wedermeyer (Deutschland)

### 2001 (Capidava, Rumänien)
Sonderpreis
- Sorin Repanovici (Rumänien)

### 2002 (Chotěboř, Tschechien)
Hall of Fame
- Autor: Valerio Evangelisti (Italien)
- Künstler: J. P. Krasny (Tschechien)
- Zeitschrift: Fantazia (Slowakei)
- Herausgeber: Jiri Pilch für Leonardo (Tschechien)
- Fanzine: Terra Fantastica (Bulgarien)
- Übersetzer: Paulina Braiter-Ziemkiewicz (Polen)
- Promoter: Yurii Ilkov (Bulgarien)

Förderpreise
- Alexander Karapanchev (Bulgarien)
- Виталий Каплан / Witali Kaplan (Russland)
- Alexandra Pavelkova (Slowakei)
- Miroslav Zamboch (Tschechien)

### 2003 (Turku, Finnland)
Hall of Fame
- Autor: Сергей Васильевич Лукьяненко / Sergei Wassiljewitsch Lukjanenko (Russland)
- Übersetzer: Michal Jakuszhewski (Polen); Rafael Marin (Spanien)
- Promoter: Ivan Krumov (Bulgarien)
- Zeitschrift: Galassia (Spanien)
- Verlag: Kuazar (Bulgarien), Nova (Polen)
- Künstler: Maurizio Manzieri (Italien)
- Fanzine: Fanternet (Bulgarien)

Förderpreise
- Georgi Malinov (Bulgarien)
- Виктор Точинов / Wiktor Totschinow (Russland)

### 2004 (Plowdiw, Bulgarien)
Hall of Fame
- Autor: Ник Перумов / Nik Perumow (Russland)
- Künstler: Otto Frello (Dänemark)
- Verlag: Minotauro (Spanien)
- Zeitschrift: Science Fiction Reality (Ukraine)
- Fanzine: Emitor (Serbia)
- Übersetzer: Владимир Баканов / Wladimir Bakanow (Russland)
- Promoter: Atanas Slavov (Bulgarien)
- Drehbuch: Timur Bekmambetov und Sergey Lukyankenko (für den Film Night Watch)

Förderpreise
- Brian Ronan Larson (Dänemark)
- Ivan Popov (Bulgarien)
- Кирилл Бенедиктов / Kirill Benediktow (Russland)
- Martina Zrostlíková (Tschechien)
- Vladimir Arenev (Ukraine)
- Yana Polevaya (Moldova)

Ehrenpreis
- The Science Fact and Fiction Concatenation (Großbritannien)

### 2005 (Glasgow, Schottland)
Hall of Fame
- Autor: Marina Dyachenko und Sergey Dyachenko (Ukraine)
- Übersetzer: Kees van Toorn (Niederlande)
- Promoter: Alain le Bussy (Belgien)
- Zeitschrift: Galaktika (Ungarn)
- Verlag: Nature (Henry Gee, Großbritannien)
- Künstler: Sergey Poyarkov (Ukraine)

Förderpreise
- László Zoltán (Ungarn)
- Martin Matuška (Slowakei)
- Wit Szostak (Polen)
- Tomáš Kucerovský (Tschechien)
- Ilya Novak (Ukraine)
- Janus Andersen (Dänemark)

### 2006 (Kiew, Ukraine)
Hall of Fame
- Autor: H. L. Oldie (Ukraine)
- Übersetzer: Asta Morkuniene aka Anita Kapociute (Litauen)
- Promoter: Владимир Борисов / Wladimir Borissow (Russland)
- Zeitschrift: Мир фантастики / Mir Fantastiki (Russland)
- Verlag: Hekate (Latvia)
- Künstler: Robert Odegnal (Ungarn)
- Fanzine: Шалтай-болтай / Schaltai-boltai (Russland)
- Author of Performance: Алексей Федорченко / Alexei Fedortschenko (Russland), für The First Men on the Moon

Förderpreise
- Sergey Slyusarenko (Ukraine, russischer Blogger)
- Camilla Wandahl (Dänemark)
- Angelina Ilieva aka Johan Vladimir (Bulgarien)
- Marian Coman (Rumänien)
- Jana Juzlova (Tschechien)
- Юлия Галанина / Julija Galanina (Russland, russischer Blogger)
- Tamas Szalai-Koscis (Ungarn)
- Dmitri Gradinar (Moldova, russischer Blogger)
- Dusan Fabian (Slowakei)

European Grand Master
- Harry Harrison (Irland)
- Arkadi und Boris Strugazki (Russland)

Ehrenpreis
- Medvin (Ausstellungsunternehmen der Eurocon)

Besondere Erwähnung
- The Essential Guide to SF für die Darstellung europäischer SF

### 2007 (Kopenhagen, Dänemark)
Hall of Fame
- Autor: Sandor Szelesi (Ungarn)
- Übersetzer: Richard Podaný (Tschechien)
- Promoter: Nikolay Makarovsky (Ukraine)
- Zeitschrift: Robot (Italien)
- Verlag: Эксмо / Eksmo (Russland)
- Künstler: Владимир Бондарь / Wladimir Bondar (Russland)

Förderpreise
- Anna Kantoch (Polen)
- Дмитрий Глуховский / Dmitri Gluchowski (Russland)
- Heidun Jänchen (Deutschland)
- Petar Kopanov (Bulgarien)
- F. Tóth Benedek (Ungarn)
- Mikhail Nazarenko (Ukraine)
- Lucie Lukacovicova (Tschechien)
- Lene Fagerlund Larsen (Dänemark)

European Grand Master
- Johannes H. Berg (Norwegen)

Preise für beispielhaftes Engagement (spirit of dedication)
- Fanzine: Science Fiction, a cura di Knud Larn (Dänemark)
- Künstler: Ulrik Kristiansen (Dänemark)

### 2008 (Moskau, Russland)
Hall of Fame
- Autor: Александр Громов / Alexander Gromow (Russland)
- Künstler: Роман Папсуев / Roman Papsuijew (Russland)
- Übersetzer: Michael Kandel (USA/Großbritannien) und Lyubomir Nikolov (Bulgarien)
- Zeitschrift: FANтастика / FANtastika (Russland)
- Fanzine: Конец эпохи / Konez epochi (Russland)
- Verlag: InfoDar (Bulgarien)
- Promoter: Russell T. Davies (Großbritannien)

Förderpreise
- Nika Rakitina (Belarus)
- Georgy Karadjov (Bulgarien)
- Josef Antal (Ungarn)
- Helena Ziemane (Latvia)
- Владимир Данихнов / Wladimir Danichnow (Russland)
- Marina Sokolyan (Ukraine)

Preise für beispielhaftes Engagement (spirit of dedication)
- Ken Slater (Großbritannien)
- Judit Trethon (Ungarn)

### 2009 (Fiuggi, Italien)
Hall of Fame
- Autor: Roberto Quaglia (Italien)
- Übersetzer: Flora Staglianò (Italien)
- Promoter: Boris Sidyuk (Ukraine)
- Zeitschrift: Nova SF (Schweden)
- Verlag: Metropolis Media (Ungarn)
- Künstler: Franco Brambilla (Italien)

Förderpreise
- Light Through the Shadow (Bulgarien)
- Дмитрий Колодан / Dmitri Kolodan (Russland)
- Dan Pobos (Rumänien)
- Olga Onoiko (Ukraine)
- Krzysztof Piskorski (Polen)

European Grand Master
- Christopher Priest (Großbritannien)

Preise für beispielhaftes Engagement (spirit of dedication)
- Fanzine: Andromeda Nachrichten (Deutschland)
- Dramatische Darbietung: Marina Dyachenko und Sergey Dyachenko (Ukraine)

### 2010 (Český Těšín, Tschechien und Cieszyn, Polen)
Hall of Fame
- Autor: Stephen Baxter (Großbritannien)
- Übersetzer: Piotr Cholewa (Polen)
- Promoter: Robert Zittnan (Slowakei)
- Zeitschrift: SRSFF (Rumänien)
- Verlag: Newcon Press (UK)
- Künstler: Martina Pilcerova (Slowakei)

Förderpreise
- Natalya Shcherba (Ukraine)
- Карина Шаинян / Karina Schainjan (Russland)
- Tamás Csepregi  (Ungarn)
- Michal Ivan (Slowakei)
- Luciana Brîndusa Grosu (Rumänien)
- Maciej Guzek (Polen)
- Adrian Lazarovski (Bulgarien)

European Grand Master
- Andrzej Sapkowski (Polen)

Preise für beispielhaftes Engagement (spirit of dedication)
- Künstler: Lars Jakobson, Schweden
- Dramatische Darbietung: Fredrik Edin, Martin Hultman, Stig

### 2011 (Stockholm, Schweden)
Hall of Fame
- Autor: Alastair Reynolds (Großbritannien)
- Übersetzer: Attila Németh (Ungarn)
- Promoter: Louis Savy (Großbritannien), Олег Колесников / Oleg Kolesnikow (Russland)
- Zeitschrift: Ubiq (Kroatien), Fantlab.ru (Russland)
- Verlag: Лениздат / Lenisdat (Russland)
- Künstler: David A. Hardy (Großbritannien)

Förderpreise
- Jan Polacek (Tschechien)
- Maria Ryapolova (Ukraine)
- Hannu Rajaniemi (Finnland)
- Mariam Petrosyan (Armenia)
- Tim Skorenko (Belarus)
- Michal Jedinak (Slowakei)
- Ákos Kovács (Ungarn)
- Stefana Czeller (Rumänien)
- Иван Кузнецов / Iwan Kusnezow (Russland)

Preise für beispielhaftes Engagement (spirit of dedication)
- Künstler: Ivan Mavrović (Croatia)
- Fanzine: Parsek  (Croatia)
- Dramatische Darbietung: Aniara (Schweden)

Ehrenpreise
- Vlado Risa (Tschechien)
- Svetlana Bondarenko (Ukraine)

European Grand Master
- Sam J. Lundwall (Schweden)

### 2012 (Zagreb, Kroatien)
Hall of Fame
- Autor: Ian McDonald (Großbritannien)
- Künstler: Nela Dunato (Kroatien)
- Übersetzer: Pavel Weigel (Tschechien)
- Verlag: Ailleurs et demain, Robert Laffout (Frankreich)
- Website: NewSlotSites.co.uk (Großbritannien)
- Promoter: SF Encyclopedia Online Team (Großbritannien)
- Zeitschrift: Galaxies SF (Frankreich)

Förderpreise
- Aleksandra Ruda (Ukraine)
- Katarina Brbora (Kroatien)
- Istvan Marki (Ungarn)
- Илья Тё / Ilja Tjo (Russland)
- Aleš Oblak (Slowenien)
- Oliviu Craznic (Rumänien)
- Rod Rees (Großbritannien)
- Lucia Droppova (Slowakei)
- Jan „Johnak“ Kotouc (Tschechien)

Ehrenpreis
- Jean Giraud aka Moebius (Frankreich)

European Grand Master
- Brian Aldiss (UK)

### 2013 (Kiew, Ukraine)
Hall of Fame
- Autor: Andrei Valentinov (Ukraine)
- Übersetzer: Patrice Lajoie und Viktoriya Lajoie (Frankreich)
- Promoter: Istvan Burger (Ungarn)
- Zeitschrift: SFX (UK)
- Verlag: Shiko (Ukraine)
- Künstler: Nikolai Redka (Ukraine)

Förderpreise
- Stefan Cernohuby (Österreich)
- Ioana Visan (Rumänien)
- Александра Давыдова / Alexandra Dawydowa (Russland)
- Леонид Каганов / Leonid Kaganow (Russland)
- Livia Hlavackova (Slowakei)
- Boris Georgiev (Georgien)
- Julia Novakova (Tschechien)
- Oleg Silin (Ukraine)
- Martin Vavpotic (Slowenien)
- Екатерина Лесина / Jekaterina Lessina (unter dem Pseudonym Антон Лик / Anton Lik, Weißrussland)

Preise für beispielhaftes Engagement (spirit of dedication)
- Künstler: Катерина Бачило / Katerina Batschilo (Russland)
- Fanzine: Fandango (Ukraine)
- Website: Europa SF Scifiportal (Rumänien)
- Dramatische Darbietung: Vash Vikhod (Your Move), theater „Raido“ (Ukraine)

European Grand Master
- Terry Pratchett (UK)
- Iain Banks (UK)

Ehrenpreis
- Harry Harrison (in memoriam)
- Boris Strugazki (in memoriam)

### 2014 (Dublin, Irland)
Hall of Fame
- Autor: Wolfgang Jeschke (Deutschland)
- Übersetzer: Kersti Juva (Finnland)
- Promoter: Dave Lally (Irland)
- Zeitschrift: Cosmoport (Belarus)
- Verlag: Angry Robot (Großbritannien)
- Künstler: Jim Fitzpatrick (Irland)

Förderpreise
- Marco Rauch (Österreich)
- Victor Martinovich (Belarus)
- Genoveva Detelinova (Bulgarien)
- Irena Hartmann (Croatia)
- Míla Linc (Tschechien)
- Anthea West (Irland)
- Robert M. Wegner (Polen)
- Rui Alex (Portugal)
- Eugen Cadaru (Rumänien)
- Роман Шмараков / Roman Schmarakow (Russland)
- Lenka Štiblaríková (Slowakei)
- Igor Silivra (Ukraine)

Preise für beispielhaftes Engagement (spirit of dedication)
- Künstler: Alexander Prodan (Ukraine)
- Fanzine: DARKER (Russland)
- Website: Geek Irland (Irland)
- Dramatische Darbietung: Adaption von Dr. Horribles Sing-along Blog (Kroatien)
- SF&F für Kinder: Oisín McGann (Irland), Vladimir Arenev (Ukraine)

European Grand Master
- Jim Fitzpatrick (Irland)

### 2015 (St. Petersburg, Russland)
Hall of Fame
- Autor: China Miéville (Großbritannien)
- Künstler: Manchu (Frankreich)
- Zeitschrift: Fantastica Almanac (Bulgarien)
- Verlag: Gollancz (Großbritannien)
- Promoter: Mihaela Marija Perković (Kroatien)
- Übersetzer: Екатерина Доброхотова-Майкова / Jekaterina Dobrochotowa-Maikowa (Russland)

Förderpreise
- Micheal Wozoning (Österreich)
- Kaloyan Zahariev (Bulgarien)
- David Kelecic (Kroatien)
- Martin D. Antonin (Tschechien)
- Liz Bourke (Irland)
- Luis Corredoura (Portugal)
- Georgiana Vladulescu (Rumänien)
- Виктор Колюжняк / Wiktor Koljuschnjak (Russland)
- Jana Paluchová (Slowakei)

Preise für beispielhaftes Engagement (spirit of dedication)
- Künstler: Serhiy Krykun (Ukraine)
- Fanzine: Притяжение / Pritjaschenije (Russland)
- Website: Europa SF (Rumänien)
- Dramatische Darbietung: Song of the Sea (Irland)
- SF&F für Kinder: Антон Яковлевич Ломаев / Anton Jakowlewitsch Lomajew (Russland), Ruth F. Long (Irland)

European Grand Master
- Евгений Лукин / Jewgeni Lukin (Russland)

### 2016 (Barcelona, Spanien)
Hall of Fame
- Autor: Tom Croshill (Litauen)
- Künstler: Stephan Martinère (Frankreich)
- Zeitschrift: Bifrost (Frankreich)
- Verlag: Nova – Ediciones B (Spanien)
- Promoter: James Bacon (Irland), Roberto Quaglia (Italien), Organisatoren von Archipelacon (Finnland & Schweden)
- Übersetzer: Andrew Bromfield (Großbritannien)

Förderpreise
- Orshulya Farynyak (Ukraine)
- Felicidad Martínez (Spanien)
- Mark E. Pocha (Slowakei)
- Alexandru Lamba (Rumänien)
- Jan Hlávka und Jana Vybíralová (Tschechien)
- Maria Gyuzeleva (Bulgarien)
- Кусчуй Непома / Kustschui Nepoma (Russland)
- Rui Ramos (Portugal)
- Melanie Vogltanz (Österreich)
- Juraj Belošević (Kroatien)
- Maria Boyle (Irland)

Preise für beispielhaftes Engagement (spirit of dedication)
- Autor:  Guillem López (Spanien)
- Künstler: Kristina Bilota Toxicpanda (Kroatien)
- Fanzine: SuperSonic (Spanien)
- Website: Risingshadow (Finnland)
- Dramatische Darbietung: El Ministerio Del Tiempo/The Ministry of Time (Spanien), The Shaman (Österreich)
- SF&F für Kinder: Sofia Rhei (Spanien)

European Grand Master
- Herbert W. Franke (Österreich)

### 2017 (Dortmund, Deutschland)
Hall of Fame
- Autor: Dario Tonani (Italien)
- Künstler: Aurélien Police (Frankreich), Judith Clute (Großbritannien)
- Zeitschrift: Supersonic (Spanien)
- Verlag: Tracus Arte (Rumänien)
- Promoter: Ian Watson (Großbritannien)
- Übersetzer: Наталия Осояну / Natalija Ossojanu (Russland)

Chrysalis Awards
- Alexander Tsonkov (Lostov Bulgarien)
- Аляксей Шэін / Alexei Schein (Weißrussland)
- David Luna (Spanien)
- Doina Roman (Rumänien)
- Emanuela Valentini (Italien)
- Hanuš Sainer (Tschechien)
- K. А. Терина / K. A. Terina, d. i. Катерина Бачило / Katerina Batschilo (Russland)
- Miro Švercel (Slowakei)
- Natalia Savchuk (Ukraine)
- Romain Lucazeau (Frankreich)
- Sarah Maria Griffin (Irland)

Achievement Awards
- Literarisches Werk: The Call von Peadar O’Guilin (Irland)
- Kunstwerk: Juan Miguel Aguilera (Spanien) für das Cover von The 1000 Year Reich
- Fanzine: CounterClock (Schweden)
- Internet-Publikation: Diezukunft.de (Deutschland)
- Dramatische Darbietung: Boy 7 (Deutschland)
- SF&F für Kinder: Chasodei – Natalia Sherba (Ukraine)

European Grand Master
- Zoran Živković (Serbien)

### 2018 (Amiens, Frankreich)
Hall of Fame
- Autor: Анна Старобинец / Anna Starobinets (Russland)
- Künstler: Milivoj Ćeran (Kroatien)
- Zeitschrift: Angle mort / Blindspot (Frankreich)
- Verlag: Zhupansky (Ukraine)
- Promoter: Jukka Halme (Finnland)
- Übersetzer: Ylva Spångberg (Schweden)

Chrysalis Awards
- Maksim Kutuzau (Weißrussland)
- Věra Mertlíková (Tschechien)
- Nicolas Sarter (Frankreich)
- Sinéad O’Heart (Irland)
- Daniel Timariu (Rumänien)
- Martin Hatala (Slowakei)
- Yaryna Katorozh (Ukraine)

Achievement Awards
- Literarisches Werk: The House of Binding Thorns von Aliette de Bodard (Frankreich)
- Kunstwerk: Sebastijan Čamagajevac (Kroatien) für das Cover von Junkerś i Vaililiant protiv sila tome
- Fanzine: Journey Planet 33 (Irland)
- Internet-Publikation: nooSFere (Frankreich)
- Dramatische Darbietung: Valerian and the City of a Thousand Planets (Frankreich)
- SF&F für Kinder: Das Sagenbuch zum Stephansdom von Barbara Schinko (Österreich) und Moj brat živi u kompjuteru von Branka Primorac (Kroatien)

European Grand Master
- Gerard Klein (Frankreich)

### 2019 (Belfast, Nordirland/Vereinigtes Königreich)
Hall of Fame
- Autor: Charles Stross (Vereinigtes Königreich)
- Künstler: Nicolas Fructus (Frankreich)
- Zeitschrift: WINDUMANOTH (Spanien)
- Verlag: ZFuture Fiction (Italien)
- Promoter: Petra Bulić (Kroatien)
- Übersetzer: Mihai-Dan Pavelescu (Rumänien)

Chrysalis Awards
- Dalen Belić (Kroatien)
- Floriane Soulas (Frankreich)
- Sarah Davis Goff (Irland)
- Franci Conforti (Italien)
- Andrey Kokoulin / Андрей Кокоулин (Russland)
- Mar Goizueta (Spanien)
- Gunilla Jonsson und Michael Petersén (Schweden)
- Svitlana Taratorina (Ukraine)

Achievement Awards
- Literarisches Werk: The Spire Trilogy von Laurent Genefort (Frankreich)
- Kunstwerk: Cover für Neil Gaiman von Daniel Egneus (Schweden)
- Fanzine: Find a Lumberjack/НайдиЛесоруба (Russland)
- Internet-Publikation: ORIGEN CUÁNTICO (Spanien)
- Dramatische Darbietung: Game of Thrones (Kroatien, Island, Malta, Spanien, Vereinigtes Königreich)
- SF&F für Kinder: Begone the Raggedy Witches von Celine Kiernan (Irland)

European Grand Master
- Ian McDonald (Vereinigtes Königreich)

### 2020 (Rijeka, Kroatien)
Hall of Fame
- Autor: Milena Benini (Kroatien)
- Künstler: Sergey Shikin / Сергей Шикин (Russland)
- Zeitschrift: Esensja (Polen)
- Verlag: L’Atalante (Frankreich)
- Promoter: Cristina Jurado (Spanien)
- Übersetzer: Pilar Ramírez Tello (Spanien)

Chrysalis Awards
- Caroline Hofstätter (Österreich)
- Zoe Penn (Kroatien)
- Edmund Schluessel (Finnland)
- Chloé Veillard (Frankreich)
- Oein DeBhairduin (Irland)
- Linda De Santi (Italien)
- Jean Bürlesk (Luxemburg)
- Diana Alzner (Rumänien)
- Olga Rejn / Ольга Рэйн (Russland)
- Haizea Zubieta (Spanien)
- Volodymyr Kuznietsov (Ukraine)

Achievement Awards
- Literarisches Werk: Luna: Moon Rising (Luna #3) von Ian McDonald (Irland)
- Kunstwerk: Die Basen des Dublin 2019 Hugo Awards (Irland)
- Fanzine: Journey Planet – A Half Pint of Flann (Irland)
- Internet-Publikation: The Irish Fandom Community Group on Facebook (Irland) sowie Fantascientificast (Italien)
- Dramatische Darbietung: Good Omens (Italien)
- SF&F für Kinder: The Invasion von Peadar Ó Guilí (Irland)

European Grand Master
- Franz Rottensteiner (Österreich)

### 2021 (Fiuggi, Italien)
Hall of Fame
- Autor: Victor Pelevin / Виктор Пелевин (Russland)
- Künstler: Igor Baranko (Ukraine)
- Zeitschrift: Helion (Rumänien) sowie Mir Fantastiki / Мир фантастики (Russland)
- Verlag: Colibri (Bulgarien) sowie Shtriga (Kroatien) sowie Azbooka / Азбука (Russland)
- Promoter: Vanja Kranjčević (Kroatien)
- Übersetzer: Serhiy Legeza / Сергій Легеза (Ukraine)

Chrysalis Awards
- Anna Zabini (Österreich)
- Irena Parvanova (Bulgarien)
- Chiara Pumper(Kroatien)
- Jean-Michel Ré (Frankreich)
- Helen Corcoran (Irland)
- Romina Braggion (Italien)
- Cosimo Suglia (Luxemburg)
- Dragić Rabrenović (Montenegro)
- Bianca Sol (Rumänien)
- Mikhail Kovba / Михаил Ковба (Russland)
- Sara Engström (Schweden)
- Vlad Sord (Ukraine)

Achievement Awards
- Literarisches Werk: Baśń o wężowym sercu albo wtóre słowo o Jakóbie Szeli von Radek Rak (Polen)
- Kunstwerk: Buchcover zu L’Héliotrope (Frankreich)
- Fanzine: Galaxy 42 #4 (Rumänien)
- Internet-Publikation: Decameron 2020, priče iz karantene (Kroatien)
- Dramatische Darbietung: Russian Cyberpunk Farm / Русская кибердеревня (Russland)
- SF&F für Kinder: An Adventure in the Lower Earth. Christmas Carolers vs Hallus Beasts von Elena Pavlova (Bulgarien)

European Grand Master
- Maurizio Manzieri (Italien)

### 2022 (Düdelingen, Luxemburg)
Hall of Fame
- Autor: Francesco Verso (Italien)
- Künstler: Igor Kordej (Kroatien) sowie Roch Urbaniak (Polen)
- Zeitschrift: Sci Phi Journal – A Universe of Wonder (Belgien)
- Verlag: Hangar 7 (Kroatien) sowie Copernicus Corporation (Polen)
- Promoter: Yuri Shevela (Ukraine)
- Übersetzer: Jack Fennell (Irland)

Chrysalis Awards
- Eleanor Bardilac (Österreich)
- Victoria Beshliiska (Bulgarien)
- Saul Pandelakis (Frankreich)
- Josh O’Caoimh (Irland)
- Maxime Weber (Luxemburg)
- Ligia Pârvulescu (Rumänien)
- Stefan Dahlström (Schweden)
- Pavlo Derevianko (Ukraine)
- Elle McNicoll (Vereinigtes Königreich)

Achievement Awards
- Literarisches Werk: Futurespotting von Francesco Verso (Italien)
- Kunstwerk: Buchcover La Dernière Emperox (Scalzi) von Sparth (Frankreich)
- Fanzine: Présences d'esprit 105 (Frankreich)
- Internet-Publikation: The National Leprechaun Museum Talking Stories podcast (Irland)
- Dramatische Darbietung: Will Sliney's Storytellers (Irland)
- SF&F für Kinder: Marta Ignerska Świat Lema (Die Welt von Lem) (Polen)

European Grand Master
- Claude Peiffer (Luxemburg)

### 2023 (Uppsala, Schweden)
Hall of Fame
- Autor: Jacek Dukaj (Polen)
- Künstler: Jesper Ejsing (Dänemark)
- Zeitschrift: Future Fiction Magazine (German Edition) – Sylvana Freyberg und Uwe Post (Deutschland)
- Verlag: Science Fiction Cirklen (Dänemark)
- Promoter: Flora Staglianò (Italien)
- Übersetzer: Sebastian Musielak (Polen)

Chrysalis Awards
- Aiki Mira (Deutschland)
- Jacqueline Mayerhofer (Österreich)
- Anouck Faure (Frankreich)
- Derek Ugochukwu (Irland)
- Laura Silvestri (Italien)
- Łukasz Kucharczy (Polen)
- Myriam M. Lejardi (Spanien)
- Natalia Matolinets (Наталія Матолінець) (Ukraine)

Achievement Awards
- Literarisches Werk: Grim von Sara Bergmark Elfgren (Schweden)
- Kunstwerk: Buchcover für die Biopunk-Anthologie Bio Jednom Jedan Punk von Katarina Šumski (Kroatien)
- Fanzine: Himmelskibet, 63 (Spring 2022) (Dänemark)
- Internet-Publikation: History of Ukrainian SF&F (Ukraine)
- Dramatische Darbietung: Film Maksym Osa (Ukraine)
- SF&F für Kinder: Poe la nocchiera del tempo von Licia Troisi (Italien)

European Grand Master
- John-Henri Holmberg (Schweden)

### 2024 (Rotterdam, Niederlande)
Hall of Fame
- Autor: Adrian Tchaikovsky (Vereinigtes Königreich)
- Künstler: Iris Compiet (Niederlande)
- Zeitschrift: Phantastisch! – Klaus Bollhöfener (Deutschland)
- Verlag: Wydawnictwo IX (Polen)
- Promoter: Brian Nisbet (Irland)
- Übersetzer: Anna Gustafsson Chen (Schweden)

Chrysalis Awards
- Marie Erikson (Deutschland)
- Audrey Martin (Luxemburg)
- Courtney Smyth (Irland)
- Elitsa Hristova (Bulgarien)
- Finn Audenaert (Belgien)
- Ivana Geček (Kroatien)
- Lucio Besana (Italien)
- Marguerite Imbert (Frankreich)
- Nacho Iribarnegaray (Spanien)
- Ralph Alexander Neumüller (Österreich)
- Serhii Pyltiai (Ukraine)
- Zuzana Johanovská (Tschechien)

Achievement Awards
- Literarisches Werk: Hopeland von Ian McDonald (Vereinigtes Königreich)
- Kunstwerk: Slavic Supernatural von Antonio Filipović (Kroatien)
- Fanzine: Aner Welten Solarpunk Special (Luxemburg) sowie SF Forum Issue 1 2023 Nebulazine (Schweden)
- Internet-Publikation: Landing Zone Glasgow – The Glasgow 2024 Worldcon Blog (Vereinigtes Königreich)
- Dramatische Darbietung: The Sorcery School: A Fantasy Musical (Bulgarien)
- SF&F für Kinder: How to bring the bees back? von Maya Bocheva (Bulgarien)
- Comic oder Graphic Novel: Katana: The Battle For Valokaan von Miroslav Petrov (Text) und Veselin Chakarov (Zeichnungen) (Bulgarien)
- Beste Fan-Veranstaltung, Festival oder Convention: Åcon 2023 (Finnland)

European Grand Master
- Ian Watson (Vereinigtes Königreich)